# Мадригаль, Диего
Дие́го Хосе́ Мадрига́ль Ульо́а (исп. Diego Josué Madrigal Ulloa; 19 марта 1989 года, Сан-Хосе, Коста-Рика) — коста-риканский футболист, полузащитник клуба «Спортинг» Сан-Хосе.

## Клубная карьера
Мадригаль начинал свою карьеру в клубе «УСР». Затем он играл за «Эредиано». Вместе с ним он становился чемпионом страны. Также Мадригаль играл за «Саприссу», «Сантос де Гуапилес» и парагвайский «Серро Портеньо».
В январе 2014 года коста-риканский полузащитник подписал двухлетний контракт с азербайджанским клубом «Интер» (Баку).

## Сборная
В 2009 году Диего Мадригаль выступал за юношескую сборную Коста-Рики на Чемпионате мира среди молодежных команд в Египте. На нём костариканцы заняли 4-е место.
За главную сборную страны хавбек дебютировал в 2011 году. В дебютном сезоне он участвовал Кубке Америки и в Золотом Кубке КОНКАКАФ. Всего за Коста-Рику Мадригаль провел 10 игр и забил 1 гол.

## Достижения
- Чемпион Коста-Рики (1): 2011/2012 (Лето).